# Алабино (дачный посёлок, Московская область)
Алабино — упразднённый дачный посёлок в Московской области России. Входил в Наро-Фоминский район.

## География
С 2004 года составляет западную часть современной деревни Алабино.

## Население
| 1989 | 2002 |
| ---- | ---- |
| 800  | ↘617 |

## История
Дачный посёлок Алабино был образован постановлением президиума Мособлисполкома № 940 от 3 ноября 1938 года «Об утверждении списка дачных посёлков Московской области» в Наро-Фоминском районе. Указом Президиума Верховного Совета РСФСР от 1 февраля 1963 года «Об укрупнении сельских районов и изменении подчинённости районов и городов», Наро-Фоминский район был упразднён и дачный посёлок передан в административное подчинение городу Наро-Фоминску. Решением Мособлисполкома № 51 от 22 января 1965 г. «Об изменении административно-территориального деления районов и подчинённости отдельных посёлков и населённых пунктов Московской области», Наро-Фоминский район был восстановлен, в составе которого дачный посёлок вновь и оказался.
В 2004 году дачный посёлок был объединён с соседней деревней Алабино Петровского сельского округа в пользу последней. До этого момента, дачному посёлку были подчинены 2 сельских посёлка: Фрунзевец и Селятино. Тогда же в 2004 году посёлок Фрунзевец включён в состав города Апрелевка, а Селятино преобразовано в рабочий посёлок.

## Инфраструктура
На территории поселка находились ныне относящиеся к деревне Алабино профессиональное училище № 71 и детский сад № 55 Берёзка.